# Grand-Pressigny
Grand-Pressigny é uma comuna francesa na região administrativa do Centro, no departamento Indre-et-Loire. Estende-se por uma área de 40 km². Em 2010 a comuna tinha 915 habitantes (densidade: 22,9 hab./km²).